# Beväringen 1

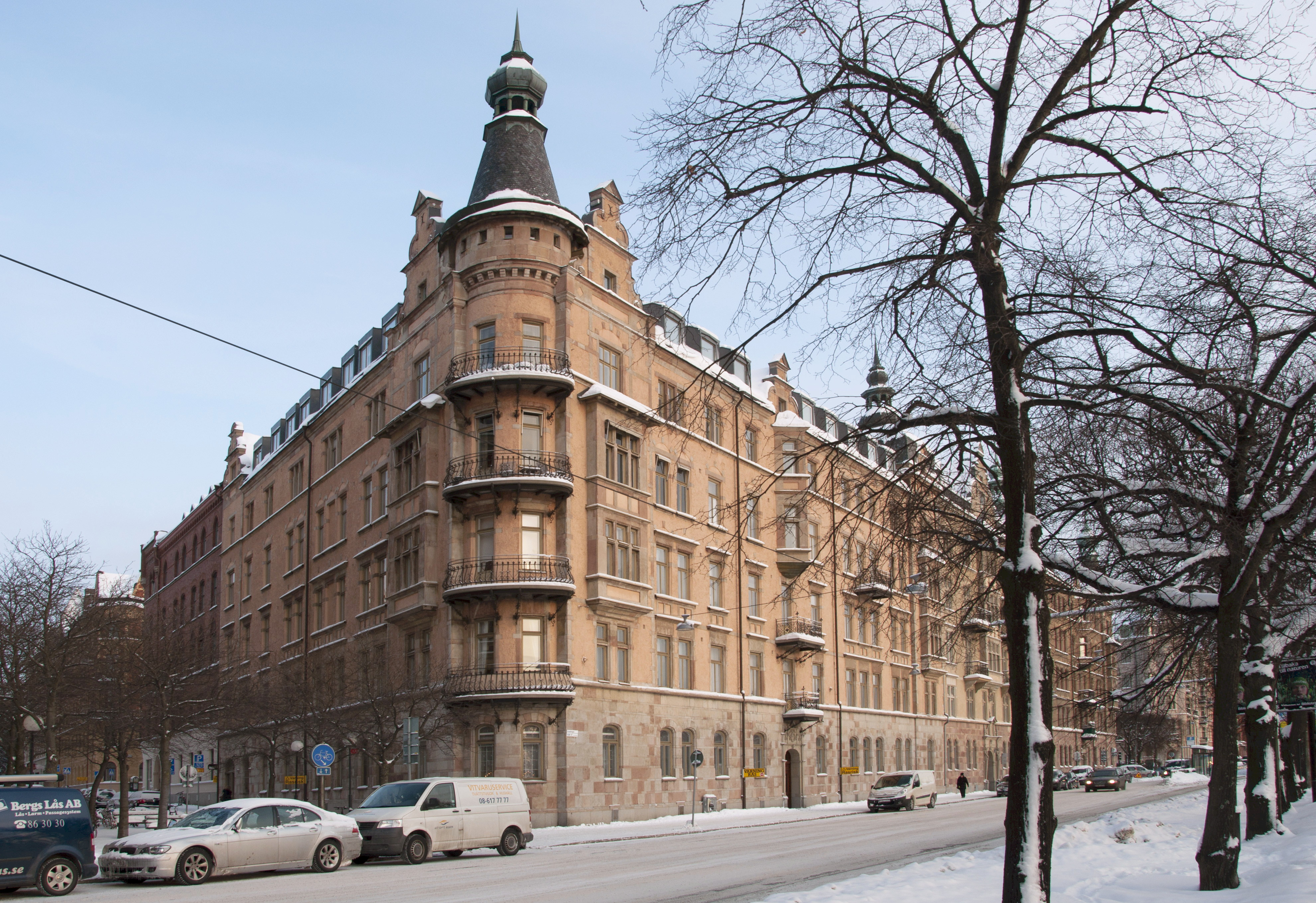
Hörnet Strandvägen 43 / Banérgatan 1 i december 2010.

Beväringen 1 är en kulturhistoriskt värdefull bostadsfastighet i kvarteret Beväringen i hörnet Strandvägen 43 / Banérgatan 1 på Östermalm i Stockholm. Byggnaden uppfördes 1896 efter ritningar av arkitekten Johan Albert Nordström och är en spegelvänd pendang till Beväringen 5 (Strandvägen 47). Fastigheten är grönmärkt av Stadsmuseet i Stockholm vilket betyder "särskilt värdefull från historisk, kulturhistorisk, miljömässig eller konstnärlig synpunkt".

## Bakgrund

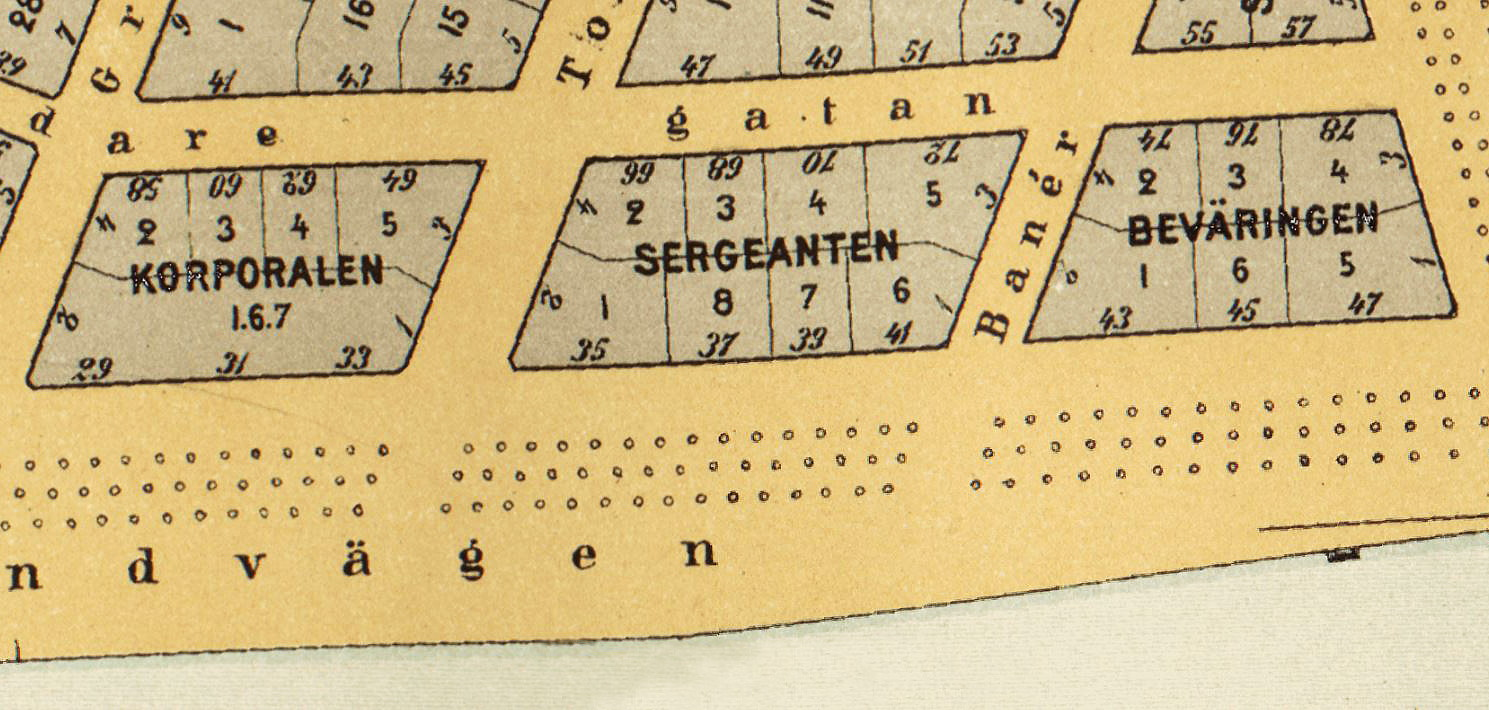
Korporalen, Sergeanten och Beväringen.

Innan kvarteret Beväringen bildades låg här storkvarteret Terra Nova Större, som sträckte sig ända upp till Storgatan och mellan Grev Magnigatan i väster och ungefär fram till dagens Oxenstiernsgatan i öster. Här hade Andra livgardet sina kaserner och exercisplats. På den stora tomten fanns bara några få byggnader som revs i slutet av 1880-talet. Mot Strandvägen bildades tre nya kvarter: Korporalen, Sergeanten och Beväringen (från väst till öst) som följde Edvard von Rothsteins övergripande stadsplan från 1859. Kvartersnamnen anknöt till den tidigare militära verksamheten.
Den attraktiva hörntomten vid Banérgatan (Beväringen 1) förvärvades av arkitekten Johan Albert Nordström. Troligen höll Nordström även i bygget eftersom en av hans medarbetare vid detta projekt var byggmästare  Johan Göransson. Nordström och Göransson bebyggde ungefär samtidigt kvarterets hörntomt mot Narvavägen (Beväringen 5).

## Byggnadsbeskrivning
Grunden består av gammal sjöbotten efter Ladugårdslandsviken och fick förstärkas med träpålar i tre- och fyrdubbla rader under bärande väggar och trapphus. Byggarbetena började redan 1891 och avslutades 1896. Hela fasaden mot Strandvägen 43–47 fick en samkomponerad gestaltning där de båda hörnhusen (Beväringen 1 och Beväringen 5) ritades av arkitekt Johan Albert Nordström medan nr 45 i mitten (Beväringen 6) formgavs av Ullrich & Hallquisth.
Beväringen 1 har fem våningar och källare med en gatufasad av grå spritputs och detaljer i grårosa sandsten. I höjd med bottenvåningen kläddes hela fasaden med grårosa sandsten. Fasaden mot Strandvägen komponerades av arkitekten med viss symmetri där hörntornet återkommer som motiv i ett torn vid gränsen till grannfastigheten (Beväringen 6). Fasaderna accentuerades av flera burspråk med olika bredd och höjd som avslutas av höga frontespisar. Själva hörntornet fick en hög, spetsig tornhuv som kröns av en lanternin. Ursprungligen var tornrummens fönsterglas utåtbuktande och anpassade till tornets rundning, den finessen försvann vid senare ombyggnader.

### Originalritningar

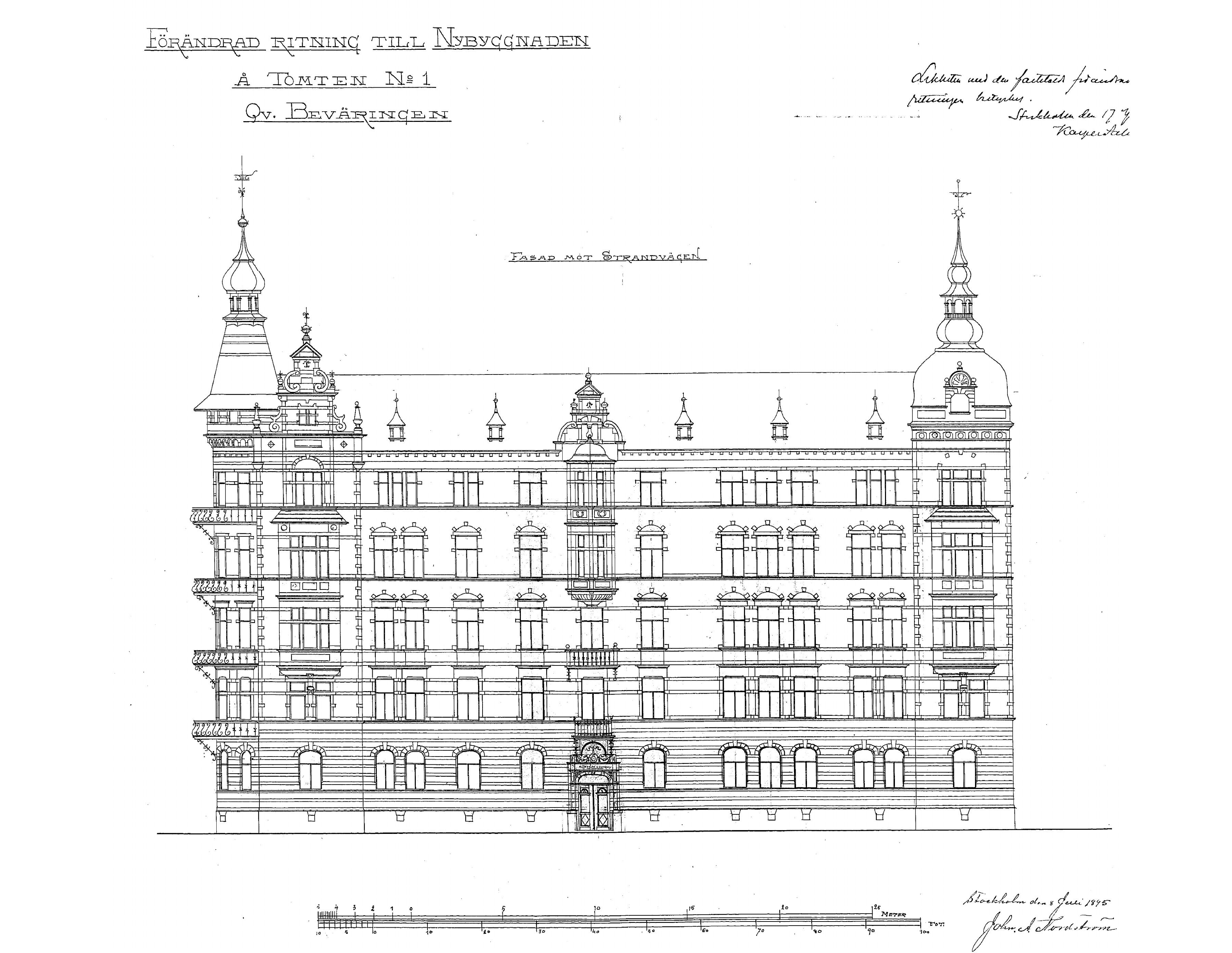
Fasad mot Strandvägen.
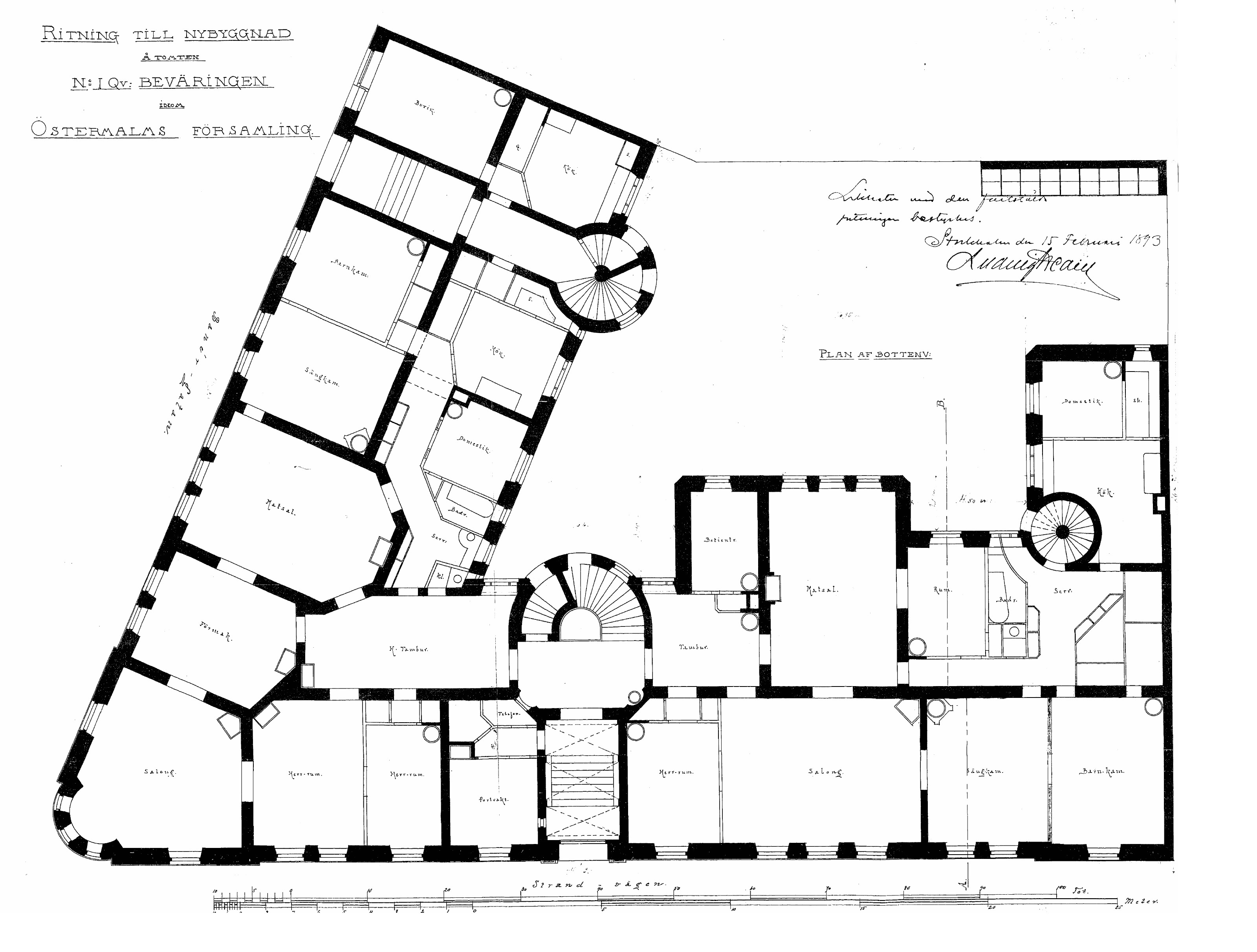
Bottenvåning.
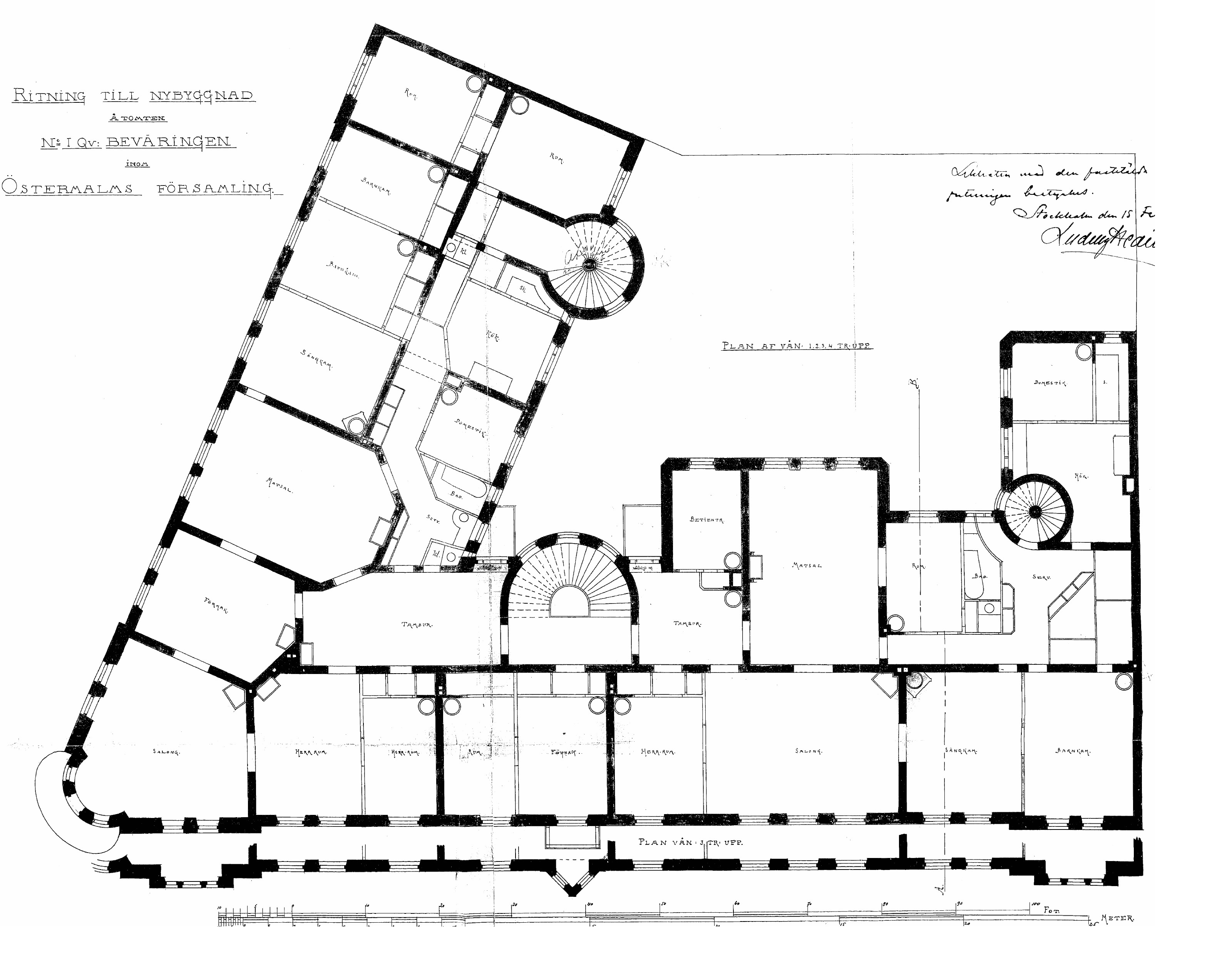
Våningar 1-4 trappor.
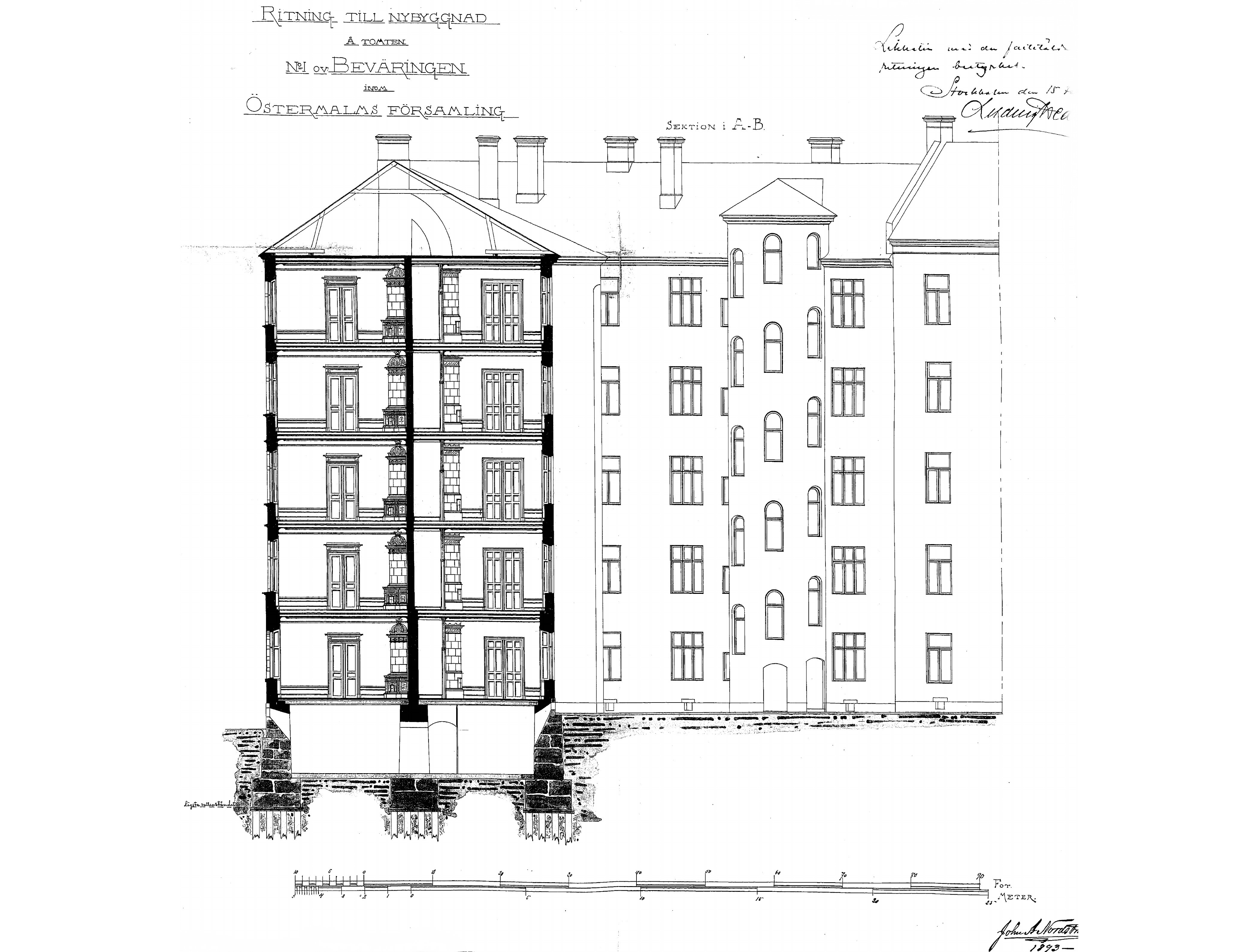
Sektion.
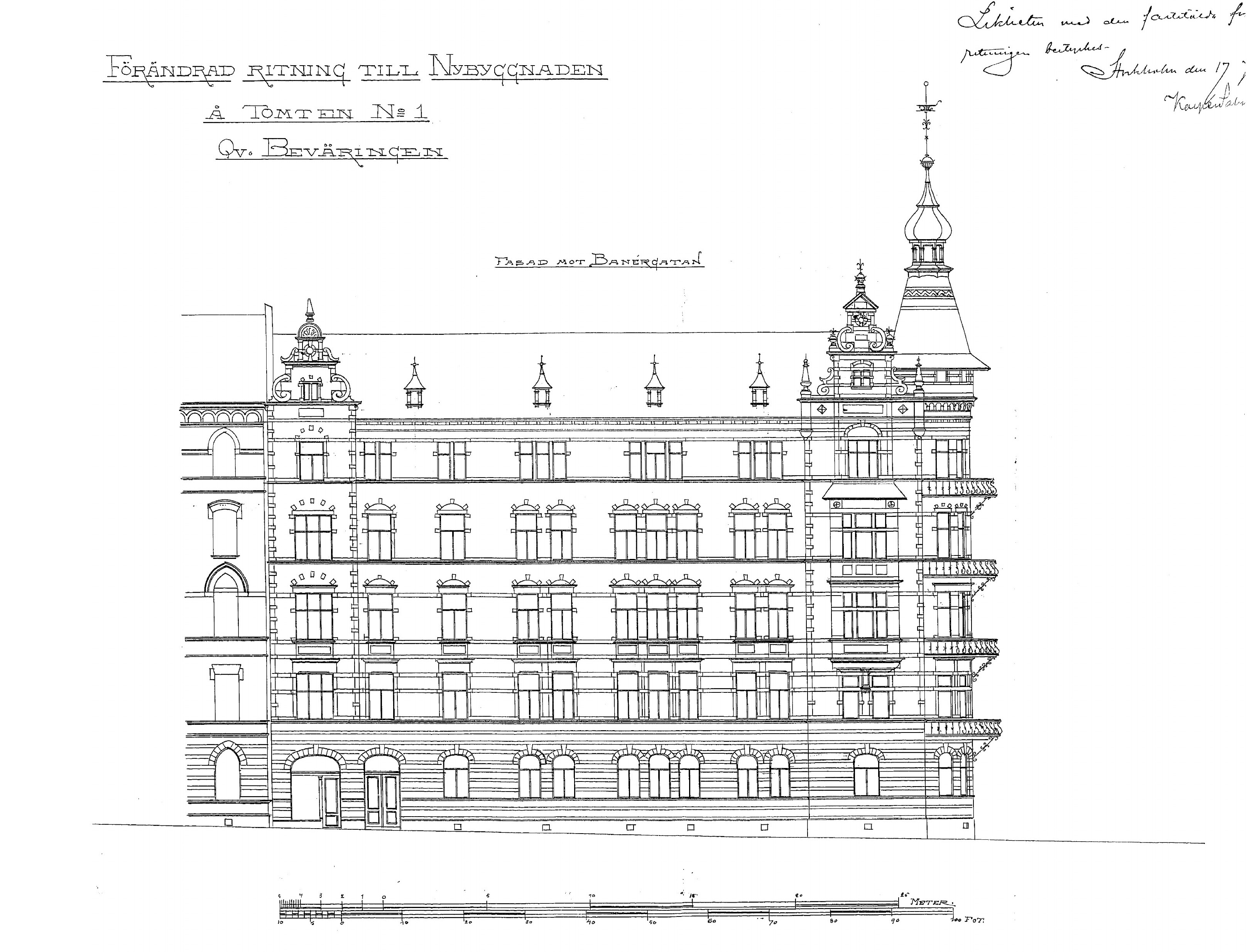
Fasad mot Banérgatan.

### Interiör

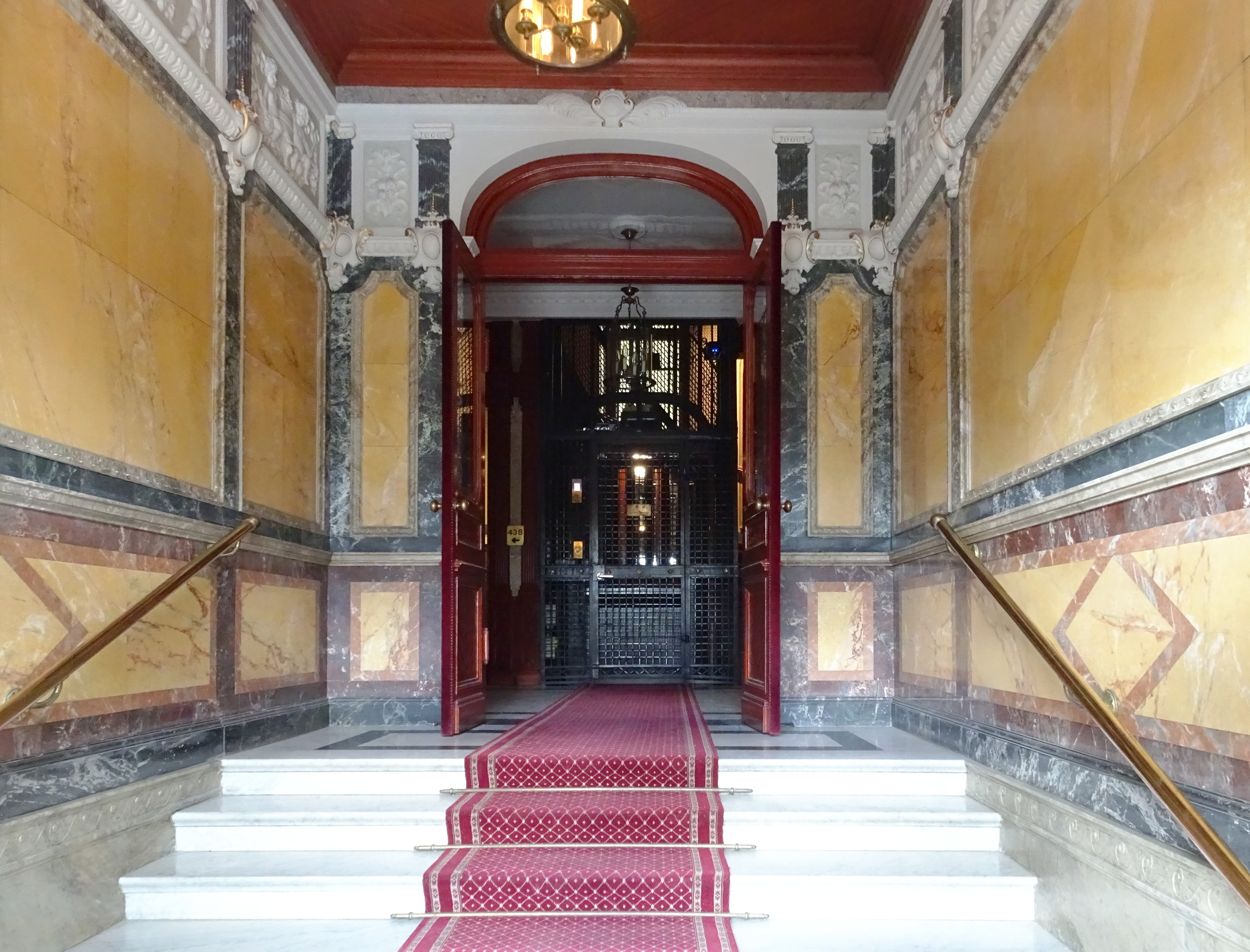
Entréhall, maj 2022.

Huvudentrén placerades centralt mot Strandvägen. Porten är rik skulpterad och glasad samt försedd med ett välvt, glasat överstycke. Innanför ligger vitt marmorgolv med svarta ränder, väggarna är fältindelade och målade i stucco lustro i gult, rött och svart samt profilerade vita lister. Det finns en skulpterad fris som löper under taket visande lekande putti, frukter och band i relief. 
Den ursprungliga lägenhetsfördelningen bestod av två stora bostäder om tolv rum och kök respektive sex rum och kök. Den större lägenheten omfattade fyra rum mot Strandvägen samt hela sidan mot Banérgatan. Salongen upptog själva hörnrummet och hade tillgång till en rundad balkong. Våningarnas paradrum placerades mot gatan och lades "i fil" med så kallade döbattangdörrar (tvåflygliga dörrar) där emellan.
Alla lägenheter hade torrtoalett inomhus vilket ansågs vara hög komfort, jämfört med dasslänga på bakgården. Redan från början fanns badrum med badkar. Köksregionen med kök och jungfrurum (domestik) nåddes via en kökstrappa från innergården. Uppvärmningen skedde med kakelugnar och öppna spisar. 1972 utfördes en större ombyggnad på samtliga våningsplan där även vinden inreddes med fem nya lägenheter.

## Ägare och boenden
Den ursprungliga ägaren, arkitekten Johan Albert Nordström, sålde fastigheten 1908 till kammarjunkaren Wilhelm Aminoff. Bosatt i huset var då fru Karin Eugenia Aminoff (änka efter ryttmästaren Georg Feodor Ivan Aminoff) och ryttmästaren Gregor Aminoff, son till Karin Eugenia Aminoff och bror till Wilhelm Aminoff. Bland övriga hyresgäster vid denna tid märks ryttmästaren Carl Louis von Rosen och greven Gustaf Fredrik von Rosen. På 1970-talet ägdes Beväringen 1 av byggmästaren John Mattson. Idag ägs fastigheten av bostadsrättsföreningen Beväringen 1 som bildades 1975 och har 34 lägenheter.

## Referenser

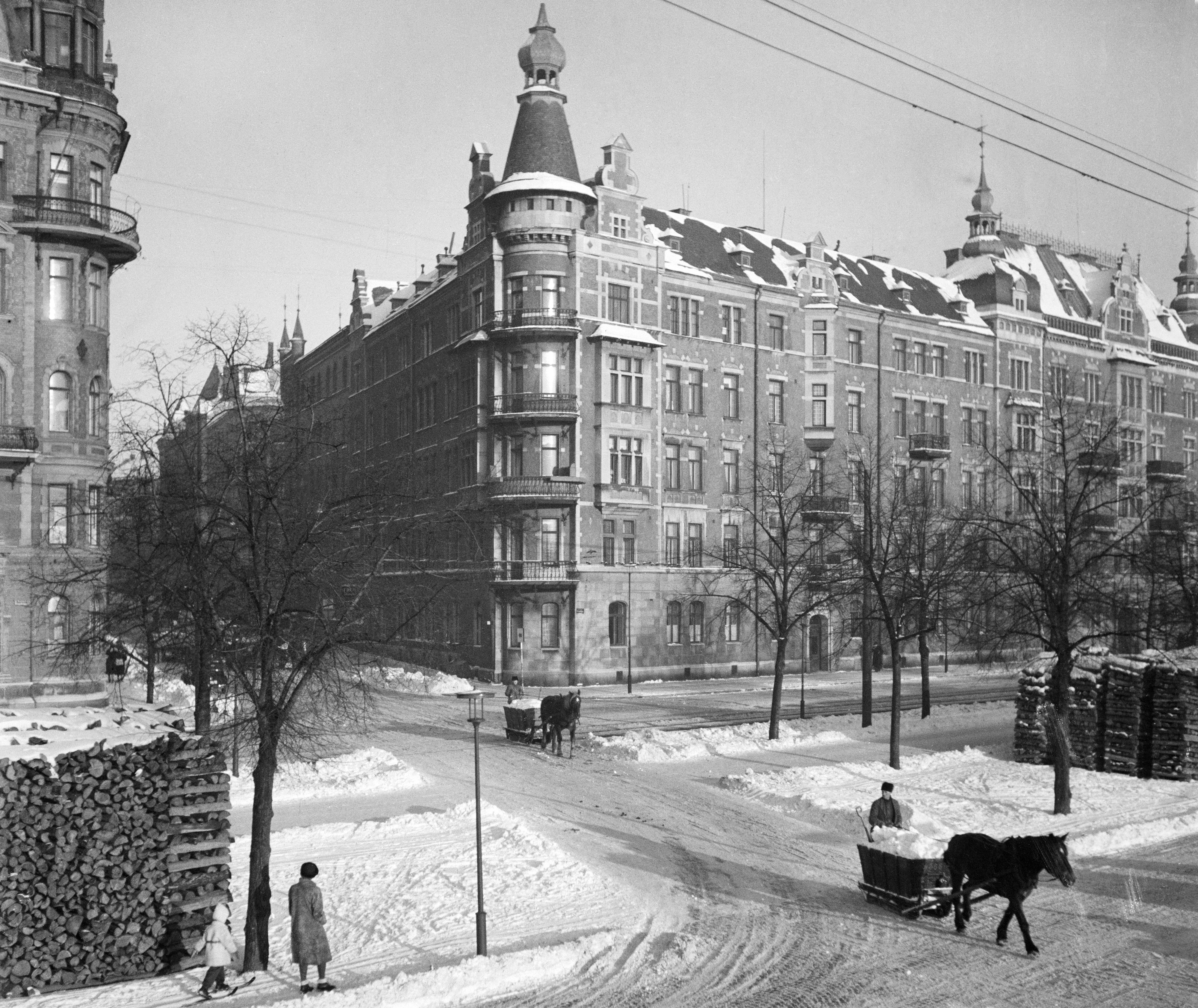
Strandvägen 43, krigsvintern 1944. Veden ligger staplad mellan alléträden.